# داني ساج
داني ساج (بالإنجليزية: Danny Sage)‏ هو عازف قيثارة أمريكي، ولد في 7 أبريل 1965.

## وصلات خارجية
- الموقع الرسمي